# Check Point
Check Point Software Technologies Ltd. – amerykańsko-izraelski międzynarodowy dostawca oprogramowania z zakresu cyberbezpieczeństwa. Portfolio obejmuje bezpieczeństwo sieci, stacji roboczych, rozwiązań chmurowych, urządzeń mobilnych oraz danych w różnej formie.
W 2020 roku firma zatrudniała około 5400 pracowników na całym świecie. Siedziba firmy znajduje się w Tel Awiwie w Izraelu oraz San Carlos w Kalifornii.
Firma posiada centra rozwoju w Izraelu i na Białorusi (zamknięte w 2021), oraz w Stanach Zjednoczonych (ZoneAlarm) i Szwecji (dawne centrum rozwoju Protect Data) po przejęciach firm będących w przeszłości właścicielami tych centrów.
Firma posiada biura w ponad 70 lokalizacjach na całym świecie, w tym główne biura w Ameryce Północnej, 10 w Stanach Zjednoczonych (w tym w San Carlos w Kalifornii i Dallas w Teksasie), 4 w Kanadzie (w tym w Ottawie w Ontario) oraz w Europie (Warszawa, Londyn, Paryż, Monachium, Madryt) oraz w regionie Azji i Pacyfiku (Singapur, Japonia, Bengaluru, Sydney).

## Historia firmy
Firma Check Point została założona w Ramat Gan w Izraelu w 1993 r. przez Gila Shweda (dyrektor generalny od 2016 r.), Mariusa Nachta (prezes od 2016 r.) i Shlomo Kramera (który opuścił Check Point w 2003 r.).
Shwed miał początkowy pomysł na podstawową technologię firmy, znaną jako stateful inspection, która stała się podstawą pierwszego produktu firmy, FireWall-1; wkrótce potem opracowali także jeden z pierwszych na świecie produktów VPN, VPN-1. Shwed rozwinął ten pomysł podczas służby w Jednostce 8200 Izraelskich Sił Obronnych, gdzie pracował nad zabezpieczeniem sieci niejawnych.
Początkowe finansowanie w wysokości 250 000 USD zapewnił fundusz venture capital BRM Group.
W 1994 r. Check Point podpisał umowę OEM z Sun Microsystems, a następnie umowę dystrybucyjną z HP w 1995 r. W tym samym roku powstała amerykańska siedziba główna w Redwood City w Kalifornii.
W 1998 roku firma Check Point nawiązała współpracę z firmą Nokia, która połączyła oprogramowanie Check Point z urządzeniami zabezpieczającymi sieć komputerową firmy Nokia.
W pierwszej dekadzie XXI wieku Check Point zaczął przejmować inne firmy zajmujące się bezpieczeństwem IT, w tym jednostkę biznesową Nokii zajmującą się bezpieczeństwem sieci w 2009 roku.
W 2019 roku badacze z Check Point wykryli naruszenie bezpieczeństwa w aplikacjach na telefony Xiaomi. Wada bezpieczeństwa została zgłoszona jako preinstalowana.
Check Point koncentruje się obecnie na cyberbezpieczeństwie generacji piątej. Piątą generację definiuje jako częste, szybkie i zmienne ataki w sieciach mobilnych, chmurowych i lokalnych, które z łatwością omijają konwencjonalne, statyczne zabezpieczenia oparte na wykrywaniu, które są obecnie używane przez większość organizacji.
Przez lata wielu pracowników, którzy pracowali w Check Point, odeszło, aby założyć własne firmy programistyczne. Należą do nich Shlomo Kremer, który założył Impervę; Nir Zuk – założyciel Palo Alto Networks; Ruvi Kitov i Reuven Harrison z Tufin; Yonadav Leitersdorf, który założył Indeni i Avi Shua, który założył Orca Security.
23 lipca 2020 r. Aryaka potwierdziła sojusz z firmą Check Point Software Technologies w celu optymalizacji systemu SD-WAN obsługiwanego przez Aryaka Cloud-First oraz Check Point CloudGuard Link i CloudGuard Edge w celu zapewnienia zoptymalizowanej ochrony i SD-WAN jako usługi.

## Produkty
Check Point oferuje poniższe produkty:
- Network Security
- Software Defined Protection
- Public and Private Cloud Security
- Zero Trust Remote Access
- Data Security
- IoT Security
- ThreatCloud
- ThreatCloud IntelliStore
- Virtual Systems
- Endpoint Security
- Mobile Security
- Security Management
- Document Security (Capsule Docs product line)[15]
- Zero-day Protection (SandBlast appliance product line)[16]
- Mobile Security (Mobile Threat Prevention product line)[17]
- SD-WAN[18]

## Akwizycje
- Zone Labs, twórcy oprogramowania ZoneAlarm, w 2003 roku za 205 milionów dolarów w gotówce i udziałach[19].
- Protect Data, spółka holdingowa PointSec Mobile Technologies, w ramach transakcji gotówkowej o wartości 586 mln USD pod koniec 2006 r.[20] Przed przejęciem przez Check Point, Protect Data nabył Reflex Software[21].
- NFR Security, producent systemów zapobiegania włamaniom, za 20 milionów dolarów pod koniec 2006 roku, po nieudanym planie przejęcia większego dostawcy IPS, Sourcefire[22].
- Dział Nokia Security Appliances został przejęty w kwietniu 2009 roku[5].
- Liquid Machines, startup zajmujący się bezpieczeństwem danych z siedzibą w Bostonie, został przejęty w czerwcu 2010 roku.
- Dynasec, dostawca produktów do zarządzania przedsiębiorstwem, zarządzania ryzykiem i zgodności, został przejęty w listopadzie 2011 r. Dynasec oferuje internetową aplikację korporacyjną pod marką Easy2comply, zapewniającą zgodność z Sarbanes-Oxley, Basel II, zarządzanie ryzykiem operacyjnym, bezpieczeństwo informacji, zgodność z HIPAA i zarządzanie audytem wewnętrznym[23].
- Hyperwise, wczesny etap uruchamiania skoncentrowany na zapobieganiu zagrożeniom na poziomie procesora, został przejęty w lutym 2015 r.
- Lacoon Mobile Security został przejęty w kwietniu 2015 r.[24]
- Dome9 został zakupiony w październiku 2018 r.[25]
- ForceNock został przejęty w styczniu 2019 roku
- Cymplify został przejęty w grudniu 2019 r.[1]
- Protego Labs został przejęty w grudniu 2019 r.[1]
- Odo Security został przejęty we wrześniu 2020 r.[1]
- Avanan został przejęty w sierpniu 2021 r.[26]
- Spectral został przejęty w lutym 2022 r.[27]
- Perimetr81 został przejęty w sierpniu 2023 roku[28]
- Atmosec został przejęty we wrześniu 2023 roku[29]

## Certyfikaty
Check Point prowadzi również szkolenia. Po przeprowadzeniu takiego kursu jest możliwe przystąpienie do testu na certyfikat.
Przykładowe certyfikaty:
- CCSA – Check Point Certified Security Administrator
- CCSE – Check Point Certified Security Expert
- CCMA – Check Point Certified Master Architect